# Atherigona ligurriens
Atherigona ligurriens är en tvåvingeart som beskrevs av Meng och Xue 1982. Atherigona ligurriens ingår i släktet Atherigona och familjen husflugor. Inga underarter finns listade i Catalogue of Life.